# Becky G
Becky G (anglès: Rebbeca Marie Gomez)  (Inglewood, 2 de març de 1997) nom artìstic de Rebbeca Marie Gomez, és una cantant estatunidenca d'ascendència mexicana. Va començar a tenir reconeixement el 2011 després d'haver pujat diversos videos d'ella mateixa interpretant remescles de cançons populars a YouTube. El 2014, va ingressar per primera vegada a la llista Billboard HOT 100 nord-america amb Shower, cançó amb la qual va aconseguir el lloc número 16.

## Biografia

### 1997-2011: Infantesa i començament de la seva carrera
Gomez va néixer a la ciutat estatunidenca d'Inglewood (California), filla d'Alejandra i Francisco Gomez. Va passar la seva infància a Moreno Valley, però quan Becky tenia 9 anys, per problemes econòmics de la seva família, es van veure obligats a vendre la seva casa i traslladar-se al garatge de casa els seus avis a la seva ciutat natal.
Abans d'iniciar una carrera en solitari, Gomez va formar a partir de 2009 part d'un grup de noies anomenat G.L.A.M., i més tard del duo B.C.G.
Gomez va començar a aparèixer a partir del 2011 en una sèrie de vídeos a través de YouTube, consistents en cançons de hip hop i pop del moment en què rapejava Take Care, Novacane, Lighters i Boyfriend, entre d'altres. Aquestesw cançons anaven a estar publicades en un mixtape titulat @itsbeckygomez, encara que aquest mai arribaria a sortir a la llum. La seva versió d'Otis, de Kanye West i Jay-Z, va captar l'atenció del veterà compositor i productor nord-americà Dr. Luke, que va reconèixer el seu talent vocal en veure els vídeos d'ella pujats a YouTube. Més tard, li va oferir un contracte amb el seu segell Kemosabe. Em vaig quedar impressionat amb la seva confiança, va dir Luke, crec que pot arribar tan lluny com ella vulgui.

### 2012-2015: Èxit comercial en música i interpretació
En 2012 Becky va aparèixer en els senzills «Wish O Were Here», de Cody Simpson;«Oath», de Cher Loyd i «Problem (The Monster Remix)»,amb Will.i.am, de la pel·lícula animada Hotel Transylvania.
En 2013 va publicar la seva pròpia versió de la canço «Jenny from the Block», de Jennifer Lopez, titulada «Becky from the Block». El 6 de maig d'aquell any, Becky va llançar el seu tercer senzill “Play It Again”, al qual va acompanyar el seu vídeo amb música. Aquest va servir com el proper senzill del seu projectat àlbum debut. Més tard, va llançar l'EP homònim, el 16 de juliol de 2013. Compta amb quatre cançons inèdites, a més de una col·laboració amb Pitbull. Al'octubre de 2013 va confirmar que ja es trobava gravant el seu àlbum debut. mitjans d'aquell any, Becky G va parlar sobre el seu primer àlbum en el programa de televisió Access Hollywood, on va comentar que l'estil de l'àlbum serà pop i experimentarà amb sons nous, en els quals inclou gèneres musicals llatins.
Durant maig i juliol va parlar de l'àlbum, i va comentar que havia començat a treballar amb productors com Ammo, Benny Blanco, Dr. Luke, Cirkut, The Jam i Will.i.am. A més, va dir que Pitbull, Will.i.am i Jennifer Lopez col·laborarían en el àlbum, i que li agradaria col·laborar amb Bruno Mars i Justin Bieber. El 16 d'agost va parlar en Clevver TeVe on va dir:
"A mi m'agrada la música mexicana, he gravat temes amb Mariachi, possiblement inclogui alguna cosa com això... El meu estil és urbà i també pop... El meu nou disc vindrà a principis del 2014,encara no té títol, quan jo vaig fer la meva EP els vaig dir als meus fanàtics que m'ajudessin a donar-li el nom a l'EP, i vull fer això també amb el meu".
Al setembre, el grup Regiomontano de tribal-guarachero 3BallMTY va anunciar el llançament del segon àlbum Globall, així com el primer senzill d'aquest, titulat Quiero bailar (All Through the Night) amb la col·laboració de Gomez. El tema pertanyia al gènere musical de rap, mentre que s'influenciava del rap llatí i tribal-guarachero.Al seu torn, Becky també va col·laborar en la composició del tema.
El gener del 2014 va ser anunciat la participació de Becky en els espectacles corresponents en les dates del 10 al 18 d'octubre de l'etapa d'Amèrica del Nord al Prismatic World Tour de Katty Perry. Va participar en la cançó de Thalia Como tu no hay dos, publicada el 19 de març del 2015 i la va presentar en els premis El Nostre. Va llançar també una remescla de la seva cançó Can't Stop Dancing amb el colombià J.Balvin. El 30 d'abril es va confirmar una gira per Estats Units del colombià amb la companyia de Becky G.
En 2016 va presentar Sola, el seu primer senzill en espanyol i en octubre del mateix any va estrenar Mangú, el seu segon senzill en espanyol. En 2017 protagonitzarà en el cinema la pel·lícula Power Rangers, interpretant a Trini, la ranger groga. De la mateixa manera la cantant i actriu va presentar el seu tercer senzill en espanyol Todo Cambió, el 2 de març del present any.

## Discografia

### -2020:Mala Santa.
- 2013: «Becky from the Block»
- 2013: «Play It Again»

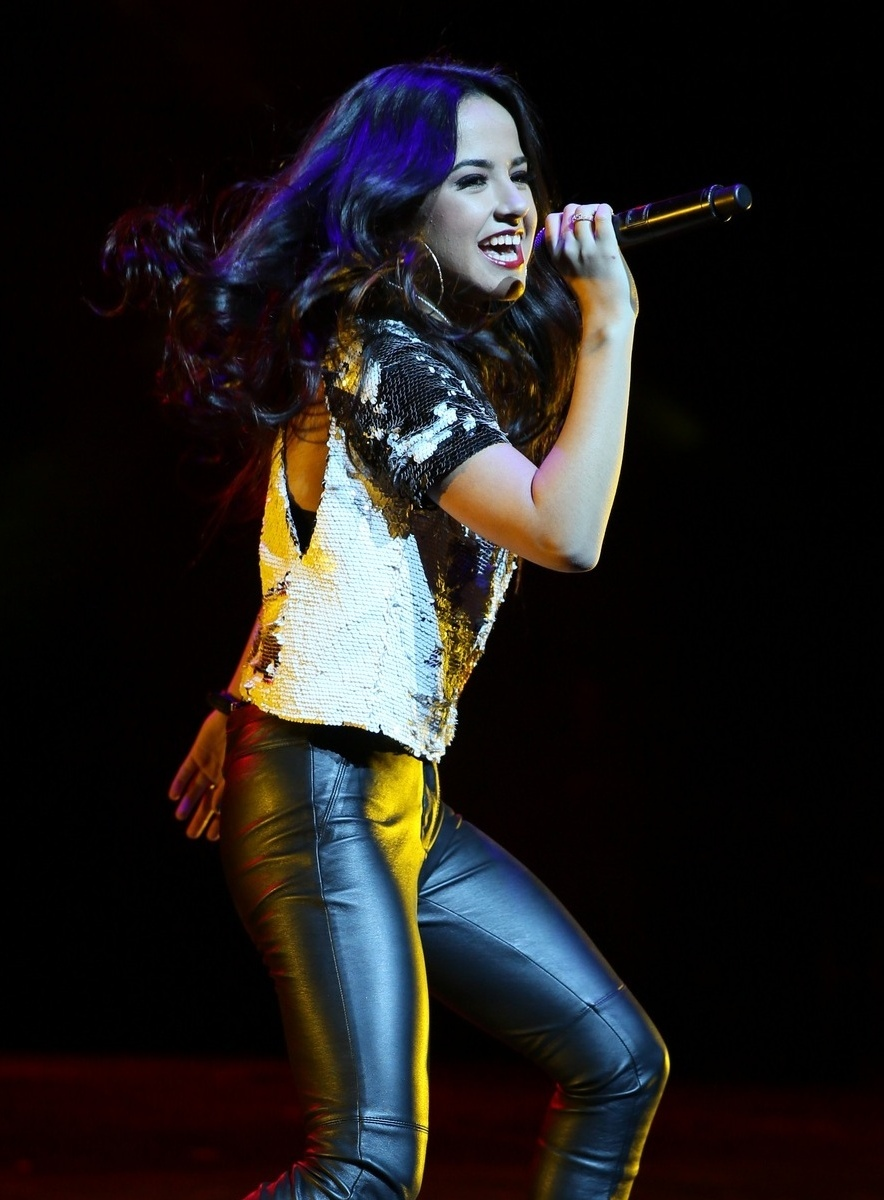
Becky G en un concert a Chicago el 2013

- 2014: «Can't Get Enough» (amb Pitbull)
- 2014: «Shower»
- 2014: «Can't Stop Dancin'»
- 2015: «Lovin' So Hard»
- 2015: «Break a Sweat»
- 2015: «You Love It»
- 2016: «Sola»
- 2016: «Mangú»
- 2017: «Todo cambió»
- 2017: «Chica loca»
- 2017: «Mayores» (amb Bad Bunny)
- 2017: «Que nos animemos» (amb Axel)
- 2018: «Mad Love» (amb David Guetta i Sean Paul)
- 2018: «Ya es hora» (amb Ana Mena)
- 2018: «Sin pijama» (amb Natti Natasha)
- 2019: «Chicken Noodle Soup» (amb J-hope de BTS)
- 2020: «My Man»
- 2020: «Otro Día Lluvioso» (amb. Juhn, Lenny Tavarez, Becky G Ft. Dalex).

## Premis i nominaciones
| Año  | Categoría                           | Artista | Resultado | ref   |
| ---- | ----------------------------------- | ------- | --------- | ----- |
| 2015 | Artista de l'any en el gènere fusió | Becky G | Nominada  | [ 2 ] |
| 2017 | Artista de l'any, femenina          | Becky G | Nominada  | [ 3 ] |
| 2018 | Artista de l'any, femenina          | Becky G | Nominada  | [ 4 ] |
| 2019 | Artista de l'any, femenina          | Becky G | Nominada  | [ 5 ] |

| Any  | Categoria                   | Artista / Treball | Resultat   | ref   |
| ---- | --------------------------- | ----------------- | ---------- | ----- |
| 2014 | Millor nova artista         | Becky G           | Guanyadora | [ 6 ] |
| 2014 | Artista amb el millor estil | Becky G           | Nominada   | [ 6 ] |
| 2015 | Nova cançó més enganxosa    | «Shower»          | Guanyadora | [ 7 ] |
| 2015 | Artista amb el millor estil | Becky G           | Guanyadora | [ 7 ] |
| 2016 | Artista amb el millor estil | Becky G           | Guanyadora | [ 8 ] |
| 2016 | Millor cançó per ballar     | «Shower»          | Nominada   | [ 9 ] |

| Any  | Categoria                     | Artista / Treball | Resultat   | ref    |
| ---- | ----------------------------- | ----------------- | ---------- | ------ |
| 2015 | Favorite Hit (no en espanyol) | «Shower»          | Guanyadora | [ 10 ] |
| 2015 | Mi artista pop/rock           | Becky G           | Nominada   | [ 11 ] |
| 2016 | Mi artista pop/rock           | Becky G           | Nominada   | [ 12 ] |
| 2016 | Mi Tuitero Favorito           | Becky G           | Nominada   | [ 12 ] |
| 2016 | Millor estil                  | Becky G           | Guanyadora | [ 12 ] |
| 2017 | Millor artista fashion        | Becky G           | Nominada   | [ 13 ] |

| Any  | Categoria                                     | Artista / Treball | Resultat | ref    |
| ---- | --------------------------------------------- | ----------------- | -------- | ------ |
| 2014 | Estrella musical de l'estiu: Artista femenina | Becky G           | Nominada | [ 14 ] |
| 2014 | Nova artista de l'any                         | Becky G           | Nominada | [ 14 ] |
| 2016 | Choice Music: Party Song                      | Break a Sweat     | Nominada | [ 15 ] |
| 2016 | Choice TV: Scene Stealer                      | Empire            | Nominada | [ 15 ] |
| 2016 | Choice Style: Female                          | Becky G           | Nominada | [ 15 ] |
| 2017 | Millor actriu de ciència-ficció               | Power Rangers     | Nominada | [ 16 ] |
| 2018 | Choice Latin Arist                            | Becky G           | Nominada | [ 17 ] |

| Any  | Categoria                             | Artista                   | Resultat   | ref    |
| ---- | ------------------------------------- | ------------------------- | ---------- | ------ |
| 2016 | Artista femenina preferida - pop/rock | Becky G                   | Guanyadora | [ 18 ] |
| 2018 | Artista de l'any femenina             | Becky G                   | Guanyadora | [ 19 ] |
| 2018 | Cançó urbana preferida                | "Mayores" (ft. Bad Bunny) | Guanyadora | [ 19 ] |
| 2018 | Cançó de l'any                        | "Mayores" (ft. Bad Bunny) | Nominada   | [ 19 ] |

| Any  | Categoria                        | Artista / Treball | Resultat | ref    |
| ---- | -------------------------------- | ----------------- | -------- | ------ |
| 2015 | Artista pop femenina de l'any    | Becky G           | Nominada | [ 20 ] |
| 2019 | Artista femenina urbana de l'any | Becky G           | Nominada | [ 21 ] |
| 2019 | Col·laboració urbana de l'any    | Sin Pijama        | Nominada | [ 21 ] |
| 2019 | Col·laboració urbana de l'any    | Dura (Remix)      | Nominada | [ 21 ] |
| 2019 | Remix de l'any                   | Dura (Remix)      | Nominada | [ 21 ] |
| 2019 | Remix de l'any                   | Mi mala (Remix)   | Nominada | [ 21 ] |
| 2019 | Col·laboració urbana de l'any    | Dura (Remix)      | Nominada | [ 21 ] |
| 2019 | Col·laboració urbana de l'any    | Mi mala (Remix)   | Nominada | [ 21 ] |

| Any  | Categoria                            | Artista | Resultat   | ref    |
| ---- | ------------------------------------ | ------- | ---------- | ------ |
| 2020 | Artista Preferida Femenina – Llatina | Becky G | Guanyadora | [ 22 ] |